# 太原市图书馆
37°52′07″N 112°31′33″E / 37.86854°N 112.52573°E
太原市图书馆，是位于中华人民共和国山西省太原市的一座公立图书馆，地址位于迎泽区滨河西路23号。它是国家一级图书馆。

## 历史
1908年（光绪三十四年），山西在省城学务公所，以现址创建了图书馆，藏有古籍和近代书籍。
1911年后，山西教育司决定筹建省图书馆，但因资金等问题，先分别在原图书馆等处，开办了山西省立第一通俗图书馆和山西省立第二通俗图书馆。
1919年10月，山西教育图书博物馆在山西文庙正式成立，后者于1925年改名为山西公立图书馆。1933年10月，当地政府在中山公园省立第一通俗图书馆原址增设民众书报阅览所。
1954年1月1日起正式成立并对外开放，原馆址在太原市文瀛公园内（原为太原市儿童公园）东侧。
1997年5月新馆正式开工建设，2000年12月基本竣工，2002年10月向社会全面开放。
2014年4月开始对位于滨河西路1.8万平方米的旧馆进行全面改扩建，2017年10月，新馆建成对外开放。
2021年12月31日上午，由太原市图书馆自主建设和运营的首批8座“太图自助图书馆”正式面向读者开放。